# Spor o globální oteplování
Spor o globální oteplování se týká veřejné debaty o tom, zda ke globálnímu oteplování dochází, v jaké míře k němu v moderní době došlo, co ho způsobilo, jaké bude mít dopady, zda lze nebo je třeba přijmout nějaká opatření k jeho omezení, a pokud ano, jaká opatření by měla být přijata. Ve vědecké literatuře panuje velmi silná shoda v tom, že globální povrchové teploty se v posledních desetiletích zvýšily a že tento trend je způsoben emisemi skleníkových plynů způsobenými lidskou činností. Tento názor nezpochybnil žádný vědecký orgán na národní či mezinárodní úrovni. Několik organizací, jejichž členy jsou zástupci těžebního průmyslu, zastává odlišná stanoviska a některé se snaží přesvědčit veřejnost, že ke změně klimatu nedochází, nebo pokud se klima mění, není to v důsledku lidského vlivu, a snaží se zasít pochybnosti o vědeckém konsenzu.
Podle amerického Národního úřadu pro oceán a atmosféru byl rok 2023 nejteplejším v historii měření, 1,18 °C nad průměrem 20. století. Zároveň všech deset roků počínaje 2014 jsou mezi deseti nejteplejšími. Od roku 1982 se globální průměrná roční teplota zvyšovala průměrnou rychlostí 0,20 °C za desetiletí.
Spor je téměř výhradně politický. Existuje vědecký konsenzus, že ke globálnímu oteplování dochází a že je z větší části způsobeno lidskou činností. Již v roce 2010 dosahoval konsensus 97 až 98 %, přičemž odpůrci měli nižší kredibilitu. Spory o klíčová vědecká fakta globálního oteplování se častěji objevují v médiích než ve vědecké literatuře, kde jsou tyto otázky považovány za vyřešené, a tyto spory jsou častější ve Spojených státech a Austrálii než v dalších státech.
Politické a populární debaty týkající se existence a příčin globálního oteplování zahrnují důvody nárůstu pozorovaného v instrumentálních teplotních záznamech, zda trend oteplování přesahuje běžné klimatické výkyvy a zda k němu významně přispěla lidská činnost. Vědci na tyto otázky odpověděli rozhodně ve prospěch názoru, že současný trend oteplování existuje a pokračuje, že jeho příčinou je lidská činnost a že nemá obdoby nejméně za posledních 2 000 let. Spory s veřejností, které rovněž odrážejí vědeckou debatu, zahrnují odhady toho, jak může klimatický systém reagovat na určitou úroveň skleníkových plynů (citlivost klimatu), jak se bude klima měnit v místním a regionálním měřítku a jaké budou důsledky globálního oteplování.

Globální oteplování zůstává tématem rozsáhlé politické debaty, která se často rozděluje podle politických stran, zejména ve Spojených státech. Mnohé z otázek, které jsou ve vědecké komunitě vyřešeny, jako je odpovědnost člověka za globální oteplování, zůstávají předmětem politicky nebo ekonomicky motivovaných pokusů o jejich bagatelizaci, odmítnutí nebo popření – ideologický jev, který akademici a vědci označují jako popírání změny klimatu. Byly zpochybněny zdroje financování těch, kteří se zabývají vědou o klimatu a oponují hlavním vědeckým postojům. Vedou se debaty o nejlepších politických reakcích na vědecké poznatky, jejich nákladové efektivitě a naléhavosti. Vědci zabývající se klimatem, zejména ve Spojených státech, poukazují na nátlak ze strany vlády a ropného průmyslu na cenzuru nebo potlačování jejich práce a skrývání vědeckých údajů, přičemž jim bylo nařízeno nediskutovat o tomto tématu ve veřejné komunikaci. K americkým soudům se dostaly právní spory týkající se globálního oteplování, jeho účinků a opatření k jeho omezení. Bylo zjištěno, že fosilní lobby otevřeně nebo skrytě podporuje snahy o podkopání nebo diskreditaci vědeckého konsensu o globálním oteplování.

## Historie

### Veřejné mínění

Politické rozdíly mezi jednotlivými státy v názoru na závažnost změny klimatu konzistentně korelují s politickou ideologií, přičemž pravicové názory jsou negativnější.

Hypotézu, že zvýšení podílu skleníkových plynů v atmosféře povede ke zvýšení teploty, poprvé navrhl švédský chemik Svante Arrhenius   roce 1896, ale změna klimatu se stala politickým tématem až v 90. letech 20. století. Trvalo mnoho let, než tato konkrétní otázka přitáhla jakoukoli pozornost veřejnosti.
Ve Spojených státech se masmédia globálnímu oteplování věnovala jen málo až do sucha v roce 1988 a svědectví Jamese Hansena v Senátu, který „abnormálně horké počasí sužující naši zemi“ výslovně přičítal globálnímu oteplování. Globální oteplování ve Spojených státech získalo větší pozornost po uvedení dokumentárního filmu Nepříjemná pravda (An Inconvenient Truth) z roku 2006, v němž vystupoval Al Gore.
Také britský tisk změnil své zpravodajství na konci roku 1988 po projevu Margaret Thatcherové v Královské společnosti, v němž obhajovala opatření proti klimatickým změnám způsobeným člověkem. Podle akademické analytičky Anabely Carvalhové bylo jedním z důvodů změny veřejného diskurzu to, že si Thatcherová „přivlastnila“ rizika klimatických změn, aby podpořila jadernou energii, a to v souvislosti s likvidací uhelného průmyslu po stávce horníků v letech 1984–1985. Ekologické organizace a politická opozice zároveň požadovaly „řešení, která by byla v kontrastu s vládními“. V květnu 2013 zaujal Charles, princ z Walesu, ostrý postoj, v němž kritizoval jak popírače změny klimatu, tak korporátní lobbisty, když přirovnal Zemi k umírajícímu pacientovi. „Vědecká hypotéza je testována až do absolutního zničení, ale medicína nemůže čekat. Když lékař vidí dítě s horečkou, nemůže čekat na nekonečné testy. Musí jednat podle toho, co je na místě.“.
Mnoho evropských zemí přijalo opatření ke snížení emisí skleníkových plynů již před rokem 1990. Západní Německo začalo jednat poté, co se v 80. letech 20. století dostala do parlamentu Strana zelených. Všechny země Evropské unie ratifikovaly Kjótský protokol z roku 1997. Značnou aktivitu vyvíjely také nevládní organizace. Americká správa energetických informací uvádí, že ve Spojených státech „pokles v roce 2012 znamená, že emise jsou na nejnižší úrovni od roku 1994 a o více než 12 % nižší než nedávné maximum z roku 2007“.
V Evropě se představa o vlivu člověka na klima prosadila rychleji než ve Spojených státech a dalších zemích, podle průzkumu z roku 2009 Evropané označili změnu klimatu za druhý nejzávažnější problém, kterému svět čelí, a to mezi „chudobou, nedostatkem potravin a pitné vody“ a „velkým globálním hospodářským poklesem“. Za velmi vážný nebo vážný problém považuje změnu klimatu 87 % Evropanů, zatímco deset procent ji za vážný problém nepovažuje.
V roce 2007 BBC oznámila zrušení plánovaného televizního speciálu Planet Relief, který měl upozornit na problematiku globálního oteplování a jehož součástí mělo být hromadné vypínání elektrického proudu: „Rozhodně není úkolem BBC zachraňovat planetu. Myslím, že je spousta lidí, kteří si to myslí, ale je třeba to zastavit.“ Autor Mark Lynas řekl: „Jediným důvodem, proč se z toho stalo téma, je, že existuje malá, ale hlasitá skupina extrémně pravicových 'skeptiků', kteří lobbují proti přijetí opatření, takže BBC se chová jako zbabělec a odmítá zaujmout důslednější postoj.“
Autoři knihy Merchants of Doubt (Obchodníci s pochybami) z roku 2010 dokládají tvrzení, že profesionální popírači se snažili zasít semínka pochybností do veřejného mínění, aby zastavili jakýkoli smysluplný společenský nebo politický pokrok při snižování dopadů lidských emisí uhlíku. Skutečnost, že pouze polovina americké populace věří, že globální oteplování je způsobeno lidskou činností, lze považovat za vítězství těchto popíračů. Jedním z hlavních argumentů autorů je, že většina významných vědců, kteří se vyjadřují proti téměř všeobecnému konsensu, je financována průmyslovými odvětvími, jako je automobilový a ropný průmysl, která mohou přijít o peníze v důsledku vládních opatření na regulaci skleníkových plynů.

## Odlišné názory na příčiny globálního oteplování
Část vědců mimo klimatologii, politici a další laici se snaží dokázat, že globální oteplování není ovlivněno primárně antropogenními aktivitami, pokud jsou ovšem jejich práce analyzovány odborníky, jsou v některých identifikovány výrazné metodologické další chyby.
Mezi hlavní hypotézy popírající dominantní vliv antropogenní příčiny globálního oteplování patří následující teorie:

### Globální oteplování je projevem klimatických cyklů
Klima se stále mění. Na Zemi proběhlo několik dob ledových a naopak i teplých období. Doby ledové se vyskytovaly s periodou 100 tis. let během posledních 700 tis. let a v minulosti byla i teplejší období než nyní, nezávisle na tom, že tehdy byly nižší hladiny CO2. Za posledních tisíc let proběhla tzv. Středověká teplá perioda a Malá doba ledová.
Tým vědců kolem profesora Jana Espera z Univerzity Johana Gutenberga v  Mohuči provedl dlouhodobou rekonstrukci teplot za posledních 2 000 let, založenou na studiu vzorků letokruhů stromů z finského Laponska (fosilizované zbytky stromů z finských jezer), které sahaly až do roku 138 př. n. l. a umožnily rekonstruovat vývoj teplot velmi podrobně. Autoři studie tvrdí, že klima se celkově mírně ochlazuje. V dobách říše římské i ve středověku byla podle studie období, kdy bylo klima teplejší, než dnes. Podle výsledků této dlouhodobé rekonstrukce klimatu, publikované v časopise Nature Climate Change, se během posledních 2 000 let snížila průměrná teplota o 0,3 stupně každých tisíc let. Esper proto zdůraznil, že vědci varující před globálním oteplením podceňují dlouhodobé trendy, jelikož současné „globální oteplení“ představuje výkyv o jeden stupeň od linie dlouhodobého trendu, který již nastal v minulosti vícekrát.

#### Vysvětlení klimatologů
Rekonstrukce hladin oceánů ukazují, že výše hladiny oceánu během středověkého oteplení byly nejvýše za posledních 110 000 let – a že, i kdyby teplota dále nerostla, bude tento rekord překonán patrně v letech 2090 až 2099. Je velmi pravděpodobné, že současné teploty jsou nejvyšší za posledních 100 000 let. V době Eemského interglaciálu byla teplota vyšší a hladina moře byla také výše. Takových období, kdy je teplota vzduchu a hladina moře vyšší, je však více. Další studie ukazují, že žádný z minulých výkyvů teplot se dosud nevyskytoval na globální úrovni. I ty nejrozsáhlejší teplotní anomálie zasáhly maximálně polovinu planety. Například Malá doba ledová zasáhla nejsilněji v Tichomoří v patnáctém století, do Evropy však přišla až v sedmnáctém století. Středověké teplé období, které trvalo do roku 950 do 1250, zvedlo teploty na čtyřiceti procentech planety.

### Za globální oteplování může kosmické záření

Paleoklimatická korelace mezi změnami toku kosmického záření a teploty moří.

Dánský fyzik Henrik Svensmark začal přisuzovat globální oteplování vlivu kosmického záření na tvorbu mraků. Pro různé časové škály byla nalezena silná korelace mezi zářením a teplotou.

#### Vysvětlení klimatologů
Klimatologové ve svých pracích dokazují, že nejsou splněny fyzikální podmínky, při kterých by Svensmarkova teorie mohla fungovat. I novější studie konstatuje, že kosmické záření má vliv na fluktuace globálních teplot, ale neprokazuje vliv na průměrné klima. Ale zvýšené kosmické záření částečně může za intenzifikaci blesků, tak i množství požárů a tak i změnu prostředí a klimatu. Může také působit na změnu oblačnosti.

### Za globální oteplování může sluneční vítr

Sluneční aktivita vyjádřená v koncentracích izotopu ^{14}C. Od roku 1950 byla tato korelace narušena jadernými testy.

Jedním z pokusů jak vysvětlit mechanismy působení Slunce na klima je tzv. Svensmarkova hypotéza o vlivu slunečního větru na přísun kosmického záření a tím na oblačnost (tzv. kosmoklimatologie).

#### Vysvětlení klimatologů
Výzkumy do roku 2008 ukazují, že se nejedná o žádný podstatný faktor ovlivňující klima. To potvrzuje i souborná studie z roku 2016. Některé studie však naznačují potřebu lépe zabudovat vliv slunečného větru do klimatických modelů IPCC. Studie z roku 2019 ukazuje, že až čtvrtinu variability zimního klimatu na severní polokouli lze přičíst energii slunečního větru.

### Za globální oteplování může pohyb Země ve Sluneční soustavě
Vliv na klima planety má také postavení Země vůči Slunci, které se cyklicky mění vlivem gravitačního působení planet sluneční soustavy. Tomuto jevu se věnoval srbský vědec Milutin Milanković a jeho práce je dnes známá jako tzv. Milankovićovy cykly, resp. Milankovićova teorie. Podle této teorie jsou klimatické změny způsobeny změnou intenzity slunečního záření, ke kterému dochází vlivem gravitačního působení planet sluneční soustavy. Ke změnám dochází v důsledku tří periodicky se opakujících změn parametrů oběžné dráhy Země kolem Slunce. Jedná se o změnu excentricity (výstřednosti) eliptické dráhy Země, která má dvojí periodicitu (asi 100 000 a 413 000 let), dále o změnu sklonu osy otáčení s periodicitou asi 40 000 let a o precesi rotační osy Země, která má také dvojí periodicitu (19 000 a 23 000 let). 

#### Vysvětlení klimatologů
Podle shrnutí IPCC je hlavním spouštěcím mechanismem dob ledových a meziledových jsou tyto astronomické cykly. Dodává ale, že k plnému vysvětlení je třeba započítat i minoritní vliv oxidu uhličitého.

### Za globální oteplování může pohyb Sluneční soustavy vzhledem ke Galaxii
Shaviv and Veizer toto rozšířili o argumentaci, že největší dlouhodobý vliv na teplotu má ve skutečnosti pohyb celé naší sluneční soustavy kolem středu Galaxie. Dále argumentovali, že v měřítku geologických dob změny koncentrace oxidu uhličitého srovnatelné se zdvojnásobením jeho hladiny od předprůmyslové éry vedly ke zvýšení teploty pouze přibližně o 0,75 °C a nikoli o 1,5–4,5 °C, předpovídaných klimatickými modely.

#### Vysvětlení klimatologů
Veizerovy současné publikace byly diskutovány a kritizovány na webových stránkách RealClimate.org, který spoluzaložil Gavin A. Schmidt z GISS). Údajné zpochybnění webu RealClimate.org bylo zveřejněno například na ClimateDepot.com,, který je však označován za pravicově konspiračně-pseudovědecký, má nízkou kredibilitu a je financován popírači změny klimatu. Cyklus s periodou zhruba 250 milionů let (viditelný například na hladině moře) nemusí být galaktického původu, ale můžete jít i o tektonický cyklus.

### Za globální oteplování mohou především freony
Podle Qing-Bin Lua je vliv freonů na globální oteplování zásadní.

#### Vysvětlení klimatologů
Toto tvrzení vyvolalo mezi vědci diskusi. Avšak James Hansen, tehdy ředitel GISS, také již v roce 1988 připisoval CFC vliv srovnatelný s oxidem uhličitým, pokud se jejich produkce neomezí, k čemuž došlo (Montrealský protokol). Omezení CFC tak mohlo snížit oteplení až o 1 °C.

### Za globální oteplování nemohou v takové míře skleníkové plyny
Při zvyšování koncentrace skleníkových plynů se snižuje dopad takové změny, takže skleníkové plyny v globálním oteplování nehrají takovou roli.

#### Vysvětlení klimatologů
Skleníkové plyny nejsou ve stavu saturace. Oteplování roste přibližně logaritmicky s růstem koncentrace skleníkových plynů. Citlivost klimatu je tak udávána ve stupních na zdvonásobení koncentrace oxidu uhličitého.

### Globální oteplování bylo ovlivněno již starověkým zemědělstvím
Paleoklimatolog William Ruddiman přišel s poznatky, že vliv lidstva na globální klima započal již přibližně před 8 000 roky s rozvojem zemědělství a svou teorií vysvětluje změny v koncentracích CO2 v tomto období. Ruddiman uvádí, že bez tohoto efektu by nyní na Zemi nastupovala nebo již dokonce nastoupila další doba ledová. Tato teorie je dále zkoumána dalšími vědci, kteří potvrdili fakt, že tehdejší zemědělci mohli ovlivnit klima, ale nesouhlasí s tím, že by to zabránilo době ledové.

#### Vysvětlení klimatologů
Zpráva IPCC o klimatu a krajině (SRCCL) z roku 2019 taktéž poukazuje na vlivy zacházení s krajinou a klimatickou změnu – říká,[kde?] že zacházení s krajinou je důležitým faktorem boje s klimatickou změnou, ale samo o sobě není schopné zabránit dalšímu oteplování, což ale nevyvrací výše uvedené, že nebylo značně ovlivňováno před průmyslovou revolucí.

## Odlišné názory na oteplování vposledních letech

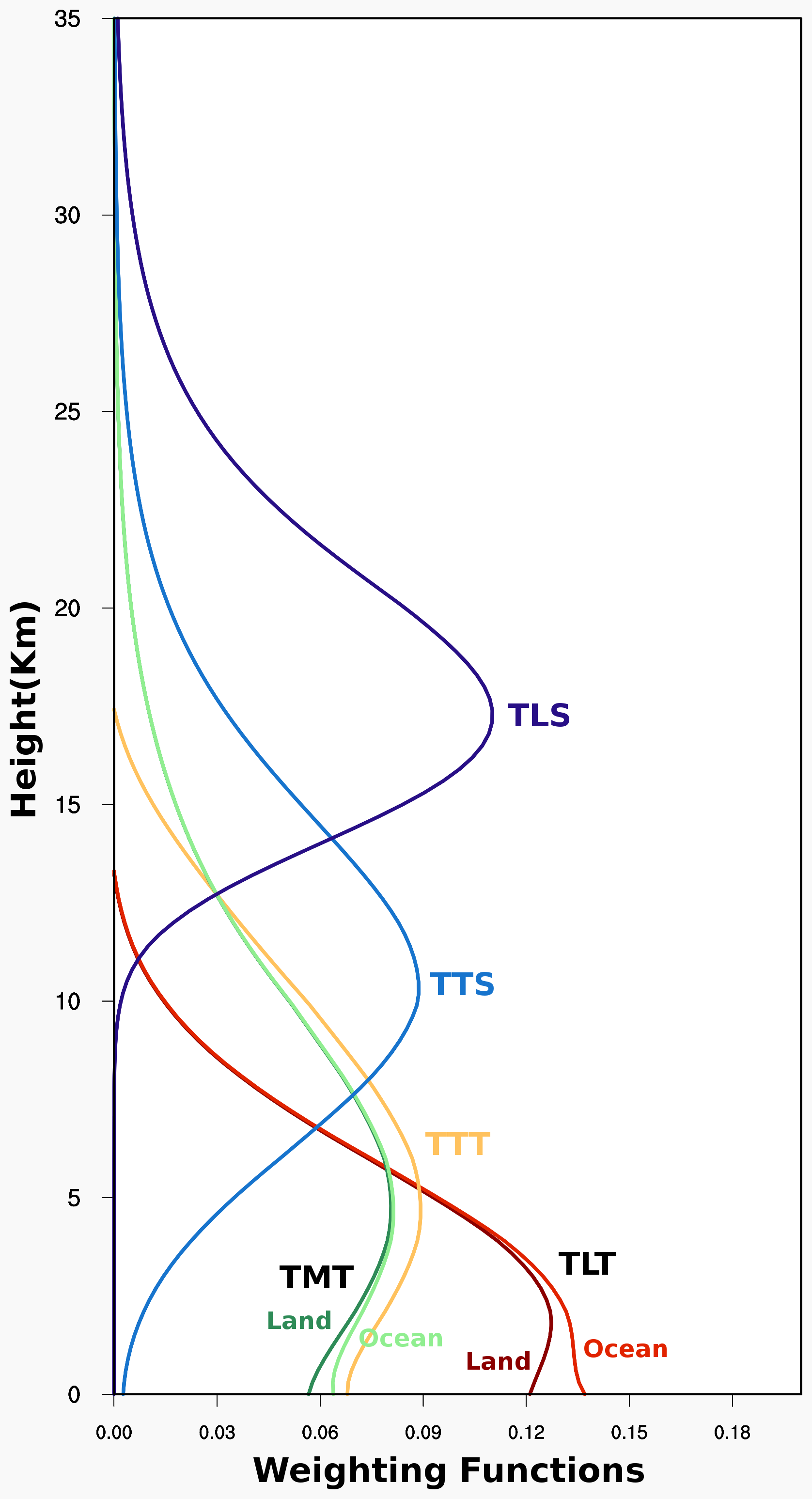
Váhové funkce jednotek MSU (pro satelitní určování teploty) založené na tzv. U.S. Standard Atmosphere.

### Globální oteplování neexistuje
Názory, že se Země neotepluje, přetrvávají z období krátkodobého zastavení nárůstu teplot v šedesátých a sedmdesátých letech, které bylo i vědci označováno jako období globálního ochlazování. I tehdy se uvažovalo, že u ochlazování jde o alarmismus či konspiraci. Toto dočasné ochlazování bylo pravděpodobně způsobeno antropogenními emisemi aerosolů; po vyčištění většiny zdrojů znečištění se opět začalo oteplovat.

### Globální oteplování skončilo
V letech 2008–2013 se na různých blozích objevovaly názory, že globální oteplování se zastavilo, či dokonce že nastává ochlazování. Tyto závěry byly podle klimatologů dány nesprávnou interpretací krátkodobých (v rozsahu jednoho čí několika málo let) výkyvů teplot, způsobenými s velkou pravděpodobností především jevy El Niño a La Niňa a aktivitami vulkánů, ve srovnání s dlouhodobými trendy. Po odečtení těchto krátkodobých jevů, se ukazuje, že průměrné teploty narůstají prakticky nezměněnou rychlostí. Výzkum zveřejněný v červenci 2015, týkající se aktualizovaného souboru dat NOAA zpochybnil existenci pauzy a nezjistil žádný náznak zpomalení ani v předchozích letech. Podrobná studie následně podporuje závěr, že oteplování pokračuje, ale také zjistilo, že mezi lety 2001 a 2010 došlo k menšímu oteplování, než předpovídaly klimatické modely, a že toto zpomalení lze přičíst krátkodobým změnám v tichomořské oscilaci (PDO), která byla v tomto období negativní.

## Odlišné názory na důsledky globálního oteplování
Tato sekce popisuje odlišné názory, které někteří mají, ale nemusejí být pravdivé.

### Globální oteplování má i pozitivní důsledky
Pozitivní důsledky globálního oteplování jsou uváděny v různých výstupech popíračských organizací a think tanků, například NIPCC podporovaných především pravicovým think-tankem Heartland Institute. Klimatologové takové výstupy označují za zcela zmatečné, metodologicky špatné a nevědecké. Některé výstupy NIPCC pak dávají klimatologové do souvislosti se snahami o zpochybnění Páté hodnoticí zprávy IPCC. K převážně pozitivnímu vlivu globálního oteplování se hlásí i Patrick Moore, bývalý aktivista Greenpeace.
Některé studie tvrdí, že počet lidských úmrtí z chladného počasí je o řád větší než z horkého počasí. Jiní ovšem tvrdí, že tato tvrzení jsou sporná, že zvýšená úmrtnost je v každém regionu spíše obdobné při odchylkách od běžné teploty na obě strany.[ve zdroji nenalezeno] Studie publikovaná v prestižním časopise The Lancet odhaduje, že globálně lze v letech 2000 až 2019 chladu přičíst 8,5 % úmrtí, kdežto teplu pouze 0,9 % a zatím úmrtí z teplotních extrémů jako celku ubývají. I v Evropě je počet úmrtí z chladu zhruba 10krát větší než z tepla.
Rostliny rostou více s rostoucí koncentrací oxidu uhličitého. U vybraných zemědělských plodin, u kterých dochází skutečně ke zvyšování výnosů (cca o 8 %) se ale ukazuje problematické relativní snižování obsahu živin a proteinů u větší biomasy. Suché oblasti se však více zelenají.
Někteří tvrdí, že na zeměkouli bylo nejlépe během středověkého klimatického optima (přibližně 950–1250), že teplejší klima se projevovalo jako dlouhodobě stabilní, s dostatkem srážek a vedlo k období blahobytu, stabilním zemědělským výnosům a stavbám katedrál, naopak chladné období se vyznačovalo extrémy, neúrodou a hladomory, které přišly s nástupem malé doby ledové. Vědci poukazují na fakt, že pravděpodobně ale nešlo o globální jev, tepleji bylo pouze v některých regionech, a také, že klimatické podmínky nebyly jedinými důvody pro rychlý nárůst počtu obyvatel a s tím související rozvoj. Wilhelm Abel uvádí jako důvody pokroku v zemědělství také používání technického vybavení, jako jsou ohlávky pro tažné koně, jakož i využití půdy a diverzifikaci plodin.
Některé studie ukazují, že klimatická změna způsobená člověkem může odvrátit následující dobu ledovou, nebo posunout její nástup. Studie ovšem zároveň zdůrazňují fakt, že nástup nové doby ledové nejde očekávat, i bez lidského působení, dříve, než za 50 000 let.
Podle vědců z University of New South Wales se v některých případech zvýší srážky i v suchých oblastech; studie však přímo zdůrazňuje, že v těchto oblastech nedojde ke zvýšení zásob vody, protože ke zvýšení srážek dojde formou extrémních dešťů s rychlým odtokem, povodněmi a dalšími negativními jevy.
Vědecké studie ukazují, že celosvětově došlo ke snížení počtu požárů ve volné přírodě cca o 25 %, požáry v naprosté většině ubyly ve stepních oblastech, kde původní savana byla proměněna na obdělávanou půdu a zemědělci tak narušili odvěký cyklus občasných požárů a obnov těchto oblastí. Naopak v lesních oblastech na západě USA, a v oblastech tundry počet požárů naopak stoupá, důvodem je také snižování odolnosti lesů vůči požárům. Velmi negativní vliv mají požáry, které jsou přičítány klimatické změně v Kalifornii. Přírodní požáry přitom mohou částečně také krátkodobě bránit oteplování planety, protože emitují velké množství aerosolů, které "stíní" sluneční záření.

### Globální oteplování nezpůsobuje extrémy v počasí
Různí autoři navrhují různý způsob popisu vln veder. Například index HWMId ukazuje (používá k tomu například data NOAA), že od devadesátých letech 20. století došlo globálně k výraznému nárůstu vln veder. Pro stejný model klimatu (počítající s růstem teplot) předpovědi ukazují v některých regionech nárůst extrémů související s horkem, ale pokles extrémů související s chladem či mrazem. Podle některých studií i v USA klesá extrémnost zim. Podle National Center for Health Statistics z Centers for Disease Control and Prevention lze v USA připsat více úmrtí mrazům než vedrům. Metaanalýza ukázala, že je vyšší úmrtnost při mrazech. A nejen při extrémech. V Číně také klesá extrémnost zim. To potvrzují i záznamy z doby ledové, kdy byla variabilita klimatu větší. Variabilita se podle modelů z roku 2018 s oteplením bude snižovat u pólů (ale i ve většině Evropy) a zvyšovat u rovníku, kde je variabilita teplot menší. Studie z roku 2018 ukázala, že modely na základě teplot povrchu systematicky nadhodnocují předvídané nárůsty extrémů.

Index atlantické multidekádní oscilace (ovlivňující například výskyt hurikánů) ukazuje od 19. století na dlouhodobější kolísání a nikoli jen na nárůst v době satelitních pozorování.

Globálně klesá pozorovaná rychlost větrů. Některé zdroje se snaží tvrdit, a to i na základě zprávy IPCC, že počet a síla hurikánů se nemění. Podle nich se zvyšují jen nominální hodnoty škod, ale není globálně pozorován nárůst tropických cyklón, jiné studie jasně ukazují současný nárůst intenzity hurikánů a navyšující se škody i po započtení inflace (bez započtení nárůstu populace a majetku). Za nárůstem škod může nárůst pobřežní populace a jejího bohatství. Nejvíc škod doposud bylo v roce 2017.

#### Vysvětlení klimatologů
Simulace IPCC ukazují na pokles variability klimatu ve středních zeměpisných šířkách a to hlavně v zimě. Různé vědecké práce po roce 2018 ukazují výrazný nárůst extrémů v počasí a jejich souvislosti s klimatickou změnou – může se přitom jednat nejen o vlny veder, ale také epizody extrémních mrazů, související s polárním vírem, dočasně při zpomalení oteplování, lokálně v USA, či na základě modelových předpovědí.
Klimatický model z roku 2018 ukazuje na zvýšení intenzity hurikánů s teplotou. Výzkum z roku 2019 ukazuje na zvýšení rizik z hurikánů a také na zvýšení hurikánů v centrální a východní oblasti Atlantiku. V AR5 IPCC se píše, že například nejsou důkazy pro to, že by globálně narůstala sucha a že odhady trendů v předchozí zprávě AR4 byly pravděpodobně nadhodnocené. Novější zpráva IPCC z roku 2019 uvádí souvislosti mezi klimatickou změnou, zacházením s krajinou, suchem a desertifikací.

### Pojišťovny jen straší lidi
Kritici se domnívají, že pojišťovny se strašením jen snaží získat více klientů; např. Roger Pielke tvrdí, že škod přibývá, protože je více lidí a jsou bohatší a popírá vliv extrémů počasí.

#### Vysvětlení klimatologů
Různé studie však ukazují skutečný nárůst nákladů (očištěných o inflaci) na likvidaci škod způsobených změnou klimatu. Nárůst bohatství, a tak i škod, neuvádí. Zajišťovací společnost Munich Re již roku 1973 varovala před nárůstem škod způsobených změnou klimatu. Německá společnost Munich Re a švýcarská Swiss Re jsou největšími světovými zajišťovnami. Například roku 2002 varuje ve své studii před nárůstem extrémních událostí. Nárůst pojištění tak překračuje inflaci. Ekonomické ztráty způsobené klimatem se ale mohou v různých regionech meziročně výrazně lišit.

### Vyzobávání rozinek
Vyzobávání rozinek je obecně klam neúplných důkazů, kdy opačné argumenty nebo příklady se vynechávají.
Příkladem je volba intervalu časové řady („nejhorší od roku“). Například u statistik požárů v Amazonii. Podobně je vyzobáváním, že je největší teplota za posledních 110 000 let. Ovšem jedná se o vybraný interval, kdy jen o pár tisíc let dříve (Eemský interglaciál) byla teplota vyšší a hladina moře byla také výše. Takových období, kdy je teplota vzduchu a hladina moře vyšší, je však více. Průměrná teplota Země ve fanerozoiku byla přibližně 20 °C a pohybovala se od 10 °C do více než 25 °C, přičemž dnešní teplota je rovna přibližně 14,5 °C.

### Náklady na řešení důsledků globálního oteplování by byly mnohem nižší než náklady na snižování emisí
Kritici Kjótského protokolu jako ekonom Richad J. S. Toll nebo ekonom Lomborg namítají, že nákladné snižování emisí nemá na klima prakticky vliv. Tvrdí, že i kdyby se všechny státy světa celých sto let plnily Kjótský protokol, do roku 2100 by se tím oteplení oddálilo jen o 0,15 °C. Někteří ekonomové jako Václav Klaus se však domnívají, že náklady na řešení důsledků globálního oteplování by byly mnohem nižší než náklady na snižování emisí skleníkových plynů. Proto je podle nich zbytečné a neefektivní pokoušet se tyto emise razantně snižovat.
O plánech EU snížit do roku 2020 své emise o 20 % vůči hladinám z roku 1990 ekonom Bjørn Lomborg říká: „To by stálo asi 250 miliard USD ročně. Kdyby takto investovali celých 80 let až do roku 2100, mohli by tak snížit oteplení o dvacetinu stupně Celsia, tj. 0,05 °C. Podle toho zaplatíme jeden dolar, abychom odvrátili ekologické škody za 2 centy.“[zdroj?] Lomborg se odkazuje na výpočty ekonoma Richarda Tolla, jehož studie však ve skutečnosti uazuje na fakt, že přes možný počáteční příznivý vliv oteplování na HDP, bude mít s vyšší teplotou toto oteplování negativní vliv.
V roce 2006 byla publikována Sternova zpráva pro britskou vládu. Podle Sterna se jakékoli odkládání opatření proti oteplování prodraží. Zpráva byla kritizována, že neprošla recenzním řízením a do Čtvrté zprávy IPCC byly citáty z ní vloženy po uzávěrce s obejitím recenzentů. Hlavním jádrem odborné kritiky bylo, že Sternovy výpočty vycházejí z představy, že hodnota peněz se v čase nemění (skoro nulová diskontní míra). Jiní autoři však Sternovu zprávu podporují a naopak tvrdí, že Stern ve své zprávě podcenil netržní škody, způsobené globálním oteplováním. Caney ve své práci ukazuje, že i když mohou být některé pochyby o diskontování obsaženém ve zprávě, některá mitigační opatření by měla být přijata okamžitě.

### Náklady na snižování emisí se investují neefektivně
Například biopaliva spíše způsobují společnosti problémy. Metaanalýza ukázala, že nejsou propagovány nejúčinnější způsoby (například snižování počtu dětí k redukci přelidnění), ale spíše neefektivní způsoby investování (výměna žárovek za úsporné). Malá rychlá opatření pak demotivují občany k podpoře podstatných dlouhodobých opatření. I samotná varování mohou být demotivující. Zvyšování účinnosti naopak zvyšuje spotřebu, jak ukazuje Jevonsův paradox. Tlak na přechod může zvyšovat inflaci (greenflation), která brání vlastnímu přechodu.
Bjørn Lomborg vyzývá, že je třeba nová technologie, protože stávající přechod od emisí stávající technologií bude podle studie v časopise Nature v USA stát v průměru každého občana každý rok 11 tisíc dolarů v současných cenách. Přičemž současné škody globálním oteplováním nedosahují ani 1 tisíc dolarů ročně na občana.

### Život se přizpůsobí

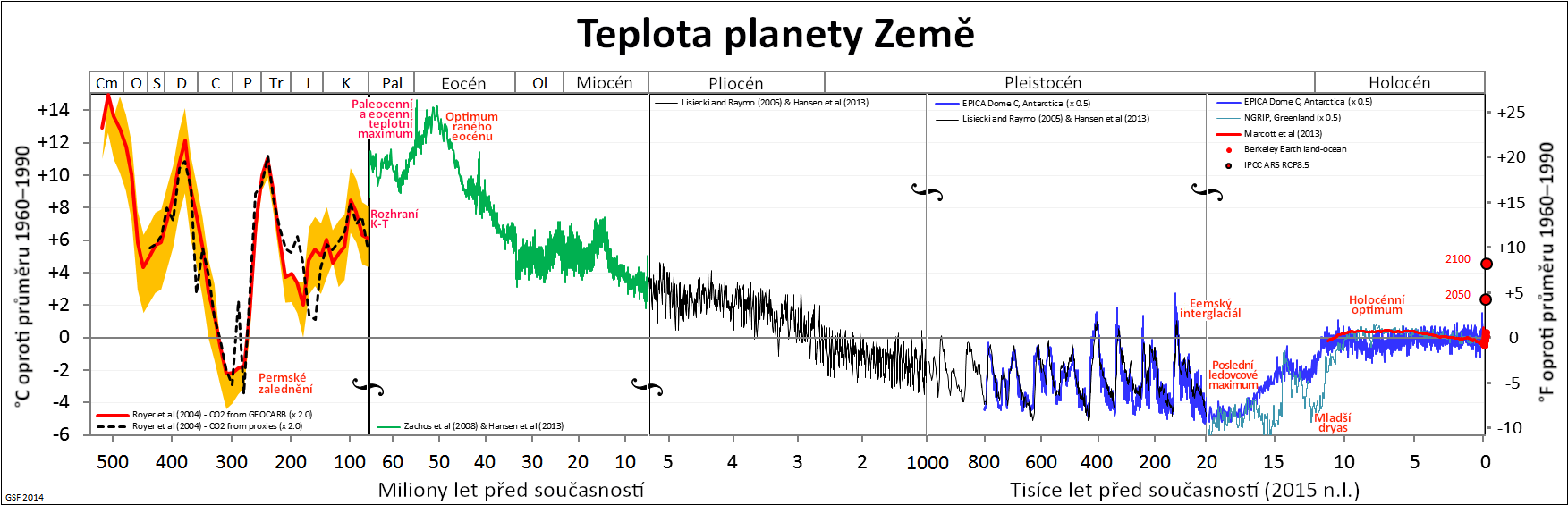
Před přibližně 40 milióny let na zemi panovala vyšší teplota než v současnosti. Uvedené hodnoty teploty ve fanerozoiku podle nejsou přímo ze záznamu δ^{18}O Vezierových dat, ale po odečtení časového trendu δ^{18}O (a odpovídajícímu trendu teploty -9 °C za miliardu let) a doplněné o modelový vliv oxidu uhličitého.

Lidé v minulosti se velmi dobře vypořádali s klimatickými výkyvy. Ústav CRED dokumentuje, jak se zvyšuje schopnost lidstva k adaptaci. Dnes při přírodních katastrofách umírá asi o 90 procent méně lidí než před sto lety. Hlad v Africe způsobují převážně válečné konflikty a nikoli změna klimatu. Organismy se také dokáží rychle přizpůsobovat aniž by docházelo k podstatným změnám v DNA. Odhaduje se, že klimatická změna způsobila 7 % ze ztrát druhů, hlavní příčinou je destrukce prostředí a jeho exploatace.

## Kritika klimatických modelů
Roku 2019 poslalo více než 500 osob, které o sobě prohlásily, že jsou vědci a profesionálové z oblasti klimatu a příbuzných oborů (za Českou republiku podepsal dopis pouze bývalý prezident Václav Klaus) otevřený dopis OSN (Evropské klimatické deklarace), ve kterém tvrdí, že není žádný stav klimatické nouze a globální oteplování nezvyšují přírodní katastrofy, že oteplování je pomalejší, než je predikováno a klimatická politika se opírá o nedostatečné modely. Celý dopis byl kritiky označen jako zcela nekompetentní, nesouvisející s aktuálním stavem vědeckých poznatků, kompetentnost hlavních autorů byla označena jako velice slabá.

### Zpochybňování klimatických modelů v souvislosti s pauzou v globálním oteplování
Již v roce 2009 Mojib Latif, přední odborník zabývající se modelováním klimatu, upozorňoval, že globální oteplování není monotónní proces, ale že v průběhu globálního oteplování se občas mohou vyskytnou několikaletá období relativně malého nárůstu globálních teplot nebo dokonce jedna až dvě dekády relativního ochlazení. Přesto získala takzvaná pauza globálního oteplování v období 1998–2013 širokou publicitu. Teplo roku 2015 z velké části ukončilo jakoukoli zbývající vědeckou věrohodnost tvrzení, že předpokládaná „pauza“ od roku 1998 měla jakýkoli význam pro trend dlouhodobého oteplování. V roce 2013 vzrostl zájem veřejnosti na zveřejnění Páté hodnotící zprávy Mezivládního panelu pro změnu klimatu a ačkoliv odborníci poukazovali na to, že patnáctileté období je příliš krátké na to, aby určilo smysluplný trend, zahrnovala zpráva Mezivládního panelu pro změnu klimatu (IPCC) i text o pauze v oteplování, který říkal, že v letech 1998 až 2012 je mnohem nižší patnáctiletý trend růstu teplot, než za 60 let v letech 1951 až 2012. Z toho hlediska byly ve zprávě také posuzovány klimatické modely, takže v kapitole 9 (vydané v roce 2013), bylo konstatováno, že 111 z 114 modelů autorů z celého světa mělo pro patnáctileté období po roce 1998 odhady nárůstu teploty vyšší, než byly naměřené průměrné teploty vzduchu nad souší, naopak pro stejně dlouhé období před rokem 1998 93 z těchto 114 modelů predikovalo teploty nižší, než byly skutečně naměřené.
Na tuto vlastnost klimatických modelů upozorňovala v době vydání zprávy řada médií. Například MailOnline ji vykládal jako nepřesnost modelů. Rovněž v časopisu Nature Climate Change vyšel v roce 2016 článek, jenž došel k závěru, že pauza globálního oteplování nebyla zveličena, má solidní vědecký základ a je podložená pozorováním.
Pozdější výzkumy ukázaly, že když byly chybějící údaje z rychle se oteplující Arktidy interpolovány a zahrnuty do globálních průměrů teploty, tak by tzv. pauza v datech IPCC AR5 zmizela, a tím pádem byla původní domněnka o chybných odhadech modelů odstraněna. Nepravidelnosti v trendu teplot se v minulosti vyskytly vícekrát, v řadě případů jsou přitom známy jejich příčiny. Ukazuje se, že pauzu může způsobovat nárůst záchytu oxidu uhličitého rostlinami.

### Další kritiky klimatických modelů
Sluneční aktivita je do relativních modelů pro radiační působení zahrnována jako téměř neměnná, přestože se odhad pro absolutní intenzitu záření Slunce po roce 2000 změnil o několik W/m2. Citlivost klimatu λ se odhaduje od 0,1 °C na W/m2 do 1 °C na W/m2. Někteří tak tvrdí, že existuje publikační zkreslení citlivostí klimatu (z asymetrie distribuce publikovaných citlivostí klimatu) a citlivost klimatu se nadhodnocuje. Vliv záření Slunce změnou kalibrace přístrojů tedy přes citlivost klimatu způsobil změnu v absolutních hodnotách i větší než 1 °C. Podobně globální albedo má také značnou nejistotu (přes procento), která odpovídá několika °C (pro teploty okolo 300 K absolutní teploty). Klimatické modely totiž nejsou absolutním fyzikálním modelem systému Země a Slunce, ale jen relativních změn (o kolik se oteplí či změní záření). Jako reference se volí například rok 1750, pro který jsou dostupná převážně proxy data. Klimatické modely tedy předpokládají, že dobře kalkulují relativní změny veličin, ale absolutní hodnoty jsou (nezměřené) nepřesné na to, aby vstupy modelů podchytily globální oteplování o desetiny °C. Změny teplot se označují jako anomálie a absolutní teploty se neuvádějí.
Schopnost modelů reprodukovat vývoj klimatu na regionální úrovni je stále nízká. Ukazuje to srovnání naměřených teplot se simulacemi modelů CMIP3+. Jak ukázala studie z roku 2020, tak některé novější modely CMIP6 stále nerealisticky nadhodnocují oteplování a neodpovídají historickým datům. Modely CMIP6 nadhodnocují i projekce monzunů.

### Pauza
Modely se doposud soustředily na dlouhodobý trend za sto let, ale ignorovaly klimatické cykly jako je 60letý cyklus PDO (Pacific Decadal Oscilation). Proto modely nedovedou vysvětlit rychlé tempo oteplování v první půli 20. století. Toto může být možná i příčinou, proč modely nepředpověděly pauzu v oteplování po roce 1998. El Niño ale neodpovídá klimatickým modelům. Modely totiž cykly neobsahují, byť jsou v záznamech teplot všeobecně přítomné. Existují tak také snahy změnit způsob zpracování dat, který změní naměřenou pauzu v globálním oteplování. NOAA porušila svá pravidla a publikovala zprávu, která se snažila popřít tuto pauzu v oteplování. John Bates, bývalý vedoucí NOAA programu teplotních záznamů, obvinil Thomase Karla, který vědeckým článkem popíral pauzu v oteplování, že manipuloval s daty.

### Aerosoly
V září 2005 Bellouin a spol. v časopise Nature publikoval hypotézu, že odrazivost způsobená atmosférickým znečištěním (aerosoly) byla proti předchozím předpokladům asi dvojnásobná (odhaduje přímé radiační působení aerosolů DRF rovno -1.9 W/m2) a že tím byla jistá část globálního oteplování maskována. Pokud se to v dalších studiích potvrdí, znamenalo by to, že současné modely velikost budoucího globálního oteplování spíše podceňují. Roku 2014 je však stále (pro rok 2010) odhad DRF -0.36 W/m2 a DRE -1.83 W/m2. Roku 2020 byla stanovena standardní nejistota určení u DRF na 0.31 W/m2 a u DRE na 1.1 W/m2. V rámci nejistoty rozšířené na pravděpodobnost 95 % nelze určit, zda je efekt aerosolů negativní nebo zda není i pozitivní. Zpráva IPCC AR6 z roku 2021 v grafu uvádí, že chladivý vliv aerosolů ještě převládal nad oteplením vlivem oxidu uhličitého, ale nyní troposférické aerosoly ubývají, což planetu ohřívá. Jiní vědci se naopak domnívají, že toto znečištění je lokální jev. V globálních datech o čistotě atmosféry (Aerosol Optical Thickness) není vliv Číny příliš patrný. Od 90. let celkově aerosolů naopak ubylo díky poklesu sopečné činnosti.
Člověkem způsobený pokles požárů v čase v divočině přispěl k oteplování klimatu, což modely nezachycují dostatečně věrně. Nejistota je nadále velká.

### Kauzalita
Jednou z hlavních nejistot v modelech je citlivost klimatu. Tj. když se koncentrace CO2 v atmosféře zdvojnásobí, k jakému oteplení dojde. IPCC se drží středních odhadů asi 1,5–4,4 °C, nové výzkumy nevylučují vyšší hodnoty. Paleoklimatická data ale ukazují, že dříve kauzálně předcházel růst teplot růstu skleníkových plynů, kdežto až v současnosti je tomu spíše naopak. Tudíž citlivost klimatu odvozená z proxy dat může být zcela chybná. Paleoklimatické studie ukazují průměrně na citlivost 3 °C, kdežto současné instrumentální metody pouze na 2 °C. Publikované modely přitom v průměru ukazují ještě vyšší hodnoty citlivosti klimatu než průměrné paleoklimatické hodnoty, a tak modely ukazují vyšší citlivost než ukazují dostupná data. Navíc paleoklimatická souvislost pro fanerozoikum mezi koncentrací oxidu uhličitého a teploty prakticky neexistuje ani v korelaci, natož pak kauzálně, protože korelace je obecně nutnou podmínkou kauzálnosti.

### Biologické vlivy
Zahrneme-li do matematického modelu schopnosti životního prostředí zpětně pohlcovat oxid uhličitý, vyplývá z něj, že při dalším zvyšování emisí z fosilních paliv se přesto sníží jejich absorpce z atmosféry, což by zvýšilo oteplování klimatu nad předchozí odhady. Přesto „globálně vychází zvýšení teplot na konci 21. století v tomto modelu relativně nízké vzhledem ke svému nízkému vlivu na krátkodobou reakci klimatu a k vzájemnému vyrušení velkých regionálních změn v odezvách hydrologického systému a ekosystému“. Jiným zvažovaným mechanismem, který by mohl vést ke zvýšenému oteplování, je tání permafrostu a ledu ve stále zmrzlých spodních vrstvách půdy tundry, v němž se váže ve formě klatrátu velké množství významného skleníkového plynu – methanu, který by se tak uvolnil do ovzduší.
Bakterie hrají velkou roli, přesto se v modelech jejich vliv podceňuje. Podobně je to i s vlivem dusíku. Polovina fixace oxidu uhličitého probíhá v oceánech a v tom hrají sinice významnou roli, ovšem epidemiologický vliv virové infekce sinic není příliš prozkoumán. Navíc se roku 2019 ukázalo, že v moři nehraje hlavní roli chlorofyl, jak se předpokládalo, ale opomíjený rodopsin. I život pod mořským dnem hraje opomíjenou roli.

### Vliv vody
Nejvýznamnější skleníkový plyn je vodní pára (a mraky), která má větší vliv než oxid uhličitý. V jistých místech se mraky chovají jinak než podle modelů. Klimatické modely se neshodnou na míře vlivu mraků, což může být způsobeno tím, že u nízké oblačnosti převažuje odraz energie do vesmíru, kdežto u vysoké oblačnosti záchyt tepla na Zemi. Jiní naopak tvrdí, že nízká oblačnost Zemi otepluje a vysoká ochlazuje.

### Regionální předpovědi klimatických modelů
Žádný z CMIP5 modelů není schopen správně modelovat atmosférický tlak nad Grónskem. Regionální klimatické modely moc neodpovídají realitě a také si protiřečí.

### Polární zesílení
Mořský led má vysokou odrazivost, zatímco mořská voda nízkou. To vede k jevu zvaném polární zesílení. Ovšem klimatické modely nevysvětlují toto zesílení plně a efekt nevysvětlitelně podceňují oproti pozorovaným změnám.

### Rozdíl v oteplování vzduchu nad mořem a nad souší

Oteplování vzduchu nad pevninou je zhruba dvakrát rychlejší než nad oceány, byť koncentrace skleníkových plynů je podobná nad pevninou a oceány.

Klimatické modely IPCC (konkrétně CMIP6) se s vysokou mírou jistoty shodují s pozorovanými trendy s výjimkou rovníkových oblastí Tichého oceánu, severního Atlantiku a oceánu kolem Antarktidy, kde se pozorované trendy od předpovědí modelů výrazněji odchylují. S výjimkou uvedených oblastí, kde je predikce nejistá, je do roku 2050 očekáván růst povrchové teploty oceánu. Vysvětlení rozdílu oteplování na souši a nad oceány není snadné, a nelze jej vysvětlit rozdílnou tepelnou kapacitou ani povrchovou energetickou bilancí. Modely počasí nad Arktidou tak selhávají. Analýza dat publikovaná v roce 2023 ukázala, že množství oblačnosti nad souší klesá a nad oceány, zejména v oblasti ENSO a nad severním Atlantikem se pokrytí oblačností zvyšuje. Mraky na jednu stranu blokují tepelné vyzařování Země, ale na druhou stranu odrážejí sluneční záření, celkový vliv je však ochlazující (asi 20 W/m2). Pokles oblačnosti nad souší tak může vést k většímu ohřívání zemského povrchu.

## Kritika teplotních řad
Tam, kde nejsou dostupná data, se používají proxy data. Pro ty jsou veličiny určovány na základě modelových pochodů z jiných veličin. To může například způsobit problém divergence. Může však jít i o statistické zkreslení. Pro současná data, která byla získána přístroji, se tvoří řady, které se ale postupně upravují. Tyto úpravy závisejí na volbě měřicích stanic (jejich váze na výsledku), jejich kalibracích a podobně. Ovšem i v současnosti (2018) se k vyjádření řad globální teploty používají naivní průměrování nezohledňující korelace mezi stanicemi. Data stanic jsou naopak korelována se socioekonomickými ukazateli (například městský tepelný ostrov).
Teplotní řady jsou konstruovány jako anomálie teplot. Vývoj teplot je tedy vztažen ke každému měsíci v roce zvlášť, takže je z teplotních řad odstraněna sezónní změna (globálně) průměrných teplot. Průměrná globální teplota atmosféry kolísá během roku přibližně o ±1,5 °C, což je každoročně více, než jsou klimatické cíle. Kolísání je dáno tím, že oběžná dráha Země kolem Slunce je mírně excentrická, skutečný tok sluneční energie (solární iradiance) na Zemi během roku kolísá. Odchylky proti hodnotě sluneční konstanty činí přibližně ±3,4 %.

## Kritika používání emocí při prosazování opatření
Apelování na emoce (argumentum ad passiones) může být argumentační klam. Mezi výzkumníky a komunikátory v oblasti změny klimatu existuje jasné přesvědčení, že taktika vzbuzování strachu na podporu preventivní motivace a chování není v souvislosti s komunikací a zapojením se do boje proti změně klimatu účinná ani přiměřená, emoce přitom hrají velkou roli při přijímání opatření v boji s klimatickou změnou. Naopak nové studie ukazují, že správné vzdělání dětí o klimatické změně má zpětný vliv i na postoje jejich rodičů.

## Kritika volby zobrazení klimatických map světa
Volba mapového zobrazení může zkreslovat. I v současné době klimatologové používají zobrazení jako je ekvidistantní válcová projekce, která zobrazením zvětšují vlivy na pólech, místo aby byla použita zobrazení se stejným vlivem plochy (například stejnoploché Mollweidovo zobrazení). Zpráva IPCC AR6 z roku 2021 používá téměř výhradně nestejnoploché Robinsonovo zobrazení (případně nestejnoplochou válcovou projekci), které National Geographic Society nahradila již roku 1998. UNESCO (spadající k OSN jako IPCC) od 2012 doporučuje jako korektní stejnoploché Gall-Petersovo zobrazení. Nestejnoploché zobrazení je politicky nekorektní, ale IPCC jej používá i ve zprávě pro Shrnutí pro tvůrce politik (SPM).

## Odlišné politické názory
- V roce 1992 vyšla z u příležitosti Summitu Země tzv. Heidelberská výzva.[290] Výzva je velmi obecná a volá po nezávislé vědě. K výzvě se připojilo přes 4000 vědců, včetně 72 nositelů Nobelovy ceny. Výzva říká, že Mezinárodní panel pro změnu klimatu (IPCC) by též měl mít část vědců, kteří jsou vůči globálnímu oteplování skeptičtí. Výzva vznikla z původní iniciativy tabákového průmyslu, který se snažil dokázat, že část vědy, například environmentální vědy jsou „nezdravá věda“ („junk science“).[291][292]

- Téma tzv. globálního oteplování se též výrazně odráží ve světové politice. Nejvýraznější je klimaskepticismus v republikánské straně USA. Ovšem konzervatismus s postojem většinou nesouvisí.[293] Někteří politici, zejména bývalý prezident USA George W. Bush,[294] bývalý ministerský předseda Austrálie John Howard a někteří jako Bjørn Lomborg[295] a Ronald Bailey[296] tvrdí, že cena za útlum globálního oteplování nesmí být příliš vysoká. George W. Bush prohlásil: „Chceme redukovat skleníkové plyny… Ale Kjótský protokol je naprosto špatný v základních principech.“[297] Právě USA a Austrálie jsou jediné státy světa, kteří Kjótský protokol nepodepsaly.[298] Producent, režisér a dokumentarista Martin Durkin v reakci na film Nepříjemná pravda natočil dokumentární film Velký podvod s globálním oteplováním, který nepopírá globální oteplování, ale zpochybňuje vliv člověka a CO2 na tento jev.[299]

- Republikáni se v USA staví proti demokratům i v politizované otázce globálního oteplování.[300] Prezident USA Donald Trump roku 2017 oznámil odstoupení od dohody o klimatu.[301]

- Archeolog Miroslav Bárta uvádí, že s globálním oteplováním to nebude „tak horké“ a že i ve starověku byla věda dělána na politickou objednávku.[302] Nositel Nobelovy ceny John F. Clauser tvrdí, že klimatická změna je jen zástupný problém elit.[303]

- V České republice se mezi nejznámější osobnosti zpochybňující antropogenní vliv na globální oteplování řadí bývalý prezident Václav Klaus.[304][305][306] Své názory vyjádřil mj. v knize Modrá, nikoli zelená planeta. Klimatolog Ladislav Metelka vyjádřil názor, že Klausovy názory nejsou vědecky dostatečně podložené.[307]

- Ke popíračům patří řada vědců jako bývalý prezident Světové federace vědců A. Zichichi a další.[308]